# Un chien qui rapporte
Pour plus de détails, voir Fiche technique et Distribution.
Un Chien qui rapporte est un film français de Jean Choux sorti en 1932, d'après la pièce de théâtre de Marcel Gerbidon et Paul Armont.

## Synopsis
Alfred monte un stratagème afin de gagner de l'argent. Il choisit une cible, une femme célibataire et vénale (dans le film cette cible sera Josyane Plaisir). Il se rend chez elle avec un petit chien dressé qui a autour de son cou le nom et l'adresse de Josyane. Il lui propose le marché suivant : le chien sera loué pendant 8 jours, elle devra le lâcher dans la rue, il a été dressé à monter par les portières ouvertes des voitures de célibataires. Évidemment si le célibataire est galant, il va s'empresser d'aller rapporter le chien perdu à sa présumée propriétaire. Une situation qui peut être le début d'une idylle où le célibataire comblera la jeune femme de cadeaux et d'argent. Une partie de cet argent reviendra à l'escroc au titre de la location du chien. 
Josyane est tentée par l’expérience et lâche le chien dans la rue. Une heure après, René, un beau jeune homme, fils de banquier sonne à sa porte et rapporte le chien. C'est le coup de foudre. Les deux amants ne se quittent plus. Mais quand Alfred revient huit jours après afin de récupérer le chien et le prix de sa location, Josyane lui dit qu'elle ne peut payer. Furieux Alfred demande qu'on fasse une seconde expérience. 
Cette fois ci c'est une garçonne qui lui rapporte le chien. La jeune femme se retrouve nez à nez avec René qui pense d'abord avoir affaire à la mère de Josyane, elle lui explique le stratagème et René s'en va dépité. Mais tout finira par s'arranger.

## Fiche technique
- Titre original : Un chien qui rapporte
- Réalisateur : Jean Choux, assisté de Jean-Paul Paulin
- Scénario : Jean Choux, d'après la pièce de Marcel Gerbidon et Paul Armont
- Photographie : Robert Batton
- Musique originale : Adolphe Borchard
- Décors : Robert-Jules Garnier et Marcel Magniez
- Sociétés de production : Cinéas, Superfilm et Vox
- Pays :  France
- Format : Noir et blanc — 35 mm -  Son mono - 1,20:1
- Genre :  Comédie
- Durée : 87 minutes (1 h 27)
- Dates de sortie : 
  - France - 1er janvier 1932

## Distribution
- Arletty : Josyane Plaisir
- René Lefèvre : René Brodart
- Laure Diana : la comtesse de Noyant
- Christiane Dor : Lucie, la bonne de l'immeuble
- Paulette Dubost : Une locataire
- Jean Fabert
- Madeleine Guitty : Mme Gras, la concierge
- Hélène Hallier : Une locataire
- Jean Coquelin
- Rose Lorraine
- Médy : Alfred Debarazet, le tondeur de chiens
- Véra Sherbane : Alycette Paradis, l'accordéoniste

## À noter
- L'action se déroule principalement dans un hôtel meublé de la rue de Saint-Senoch, dans le 17e arrondissement de Paris. Toutes les locataires sont des femmes, tel que dans un béguinage, ou une maison / cité des étudiantes / jeunes travailleuses.
- Un travelling sur le présentoir de courrier dans la loge de la concierge nous fait découvrir les "noms de guerre" des jeunes femmes, aussi évocateurs qu'insolites, tels que : Josyane Plaisir, Alycette Paradis, Loulou Craquelin.
- Les professions de ces dames ne sont pas vraiment définies, dans une tirade chorale, elles précisent à tour de rôle qu'il n'y a que des femmes de haut en bas, des dactylos, des manucures, des danseuses, des artistes... A ce moment, Arletty même, impassiblement et bouche presque fermée, ou/et le perroquet de la concierge la singeant, s'empressent d'ajouter : "Des poules de luxe", ce qui fait rire tout le monde.
- Comme plus tard, dans Le jour se lève, Arletty apparaît nue. Ici, c'est derrière un paravent vitré que l'on aperçoit sa poitrine.